# Fotografo

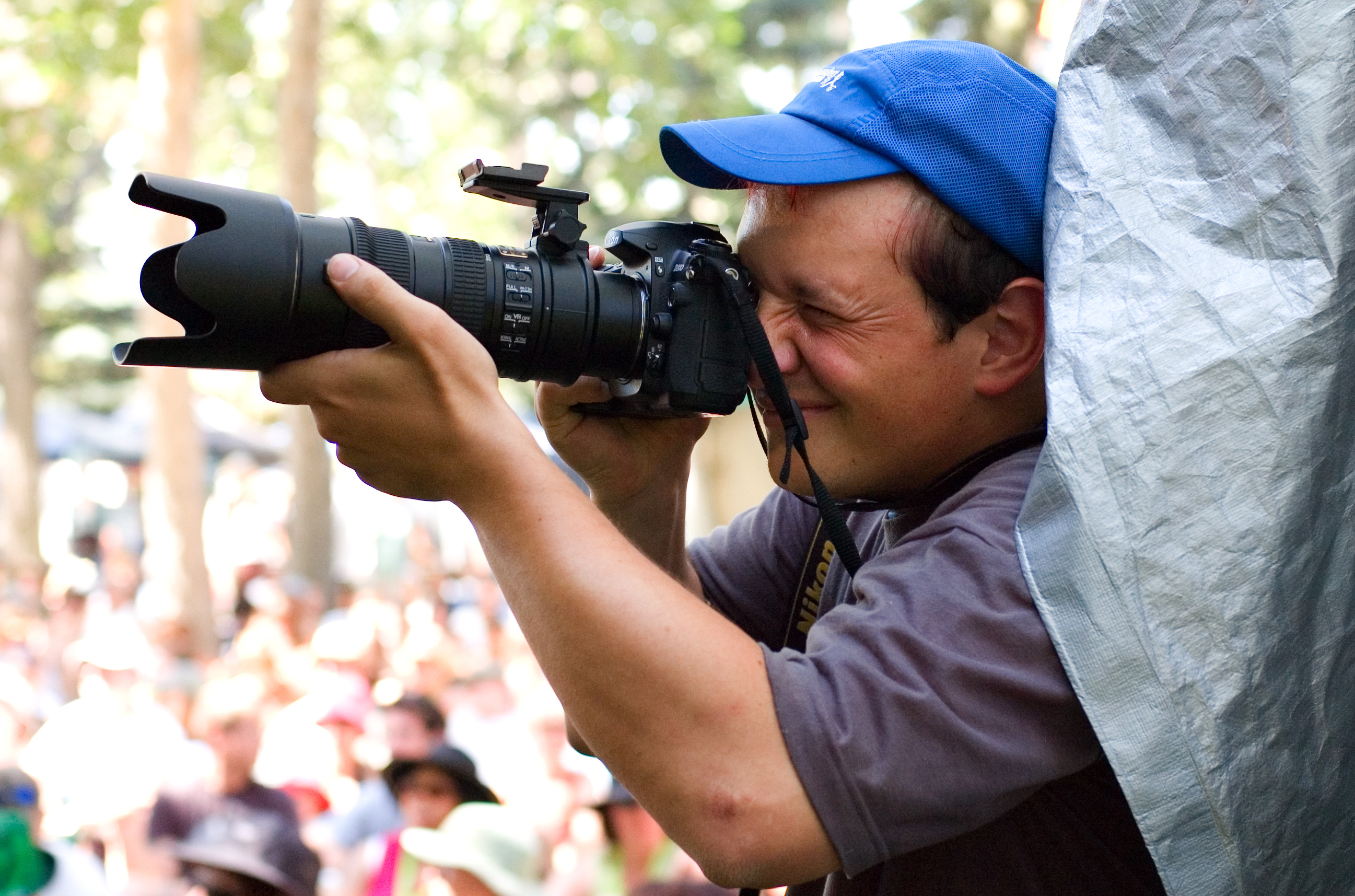
Un fotografo al Folk Music Festival a Calgary

Il fotografo è chiunque utilizza una fotocamera per eseguire fotografie, sia in modo professionale che da dilettante.

## Distinzioni
Tuttavia, è possibile trovare diverse figure distinte nello stesso termine, come fotografo professionista, fotografo dilettante, fotoamatore, fotoreporter, paparazzo, e vari altri. Ma per qualcuno, fotografo professionista è un termine improprio, poiché secondo questi il "fotografo" è già un professionista, che pratica la fotografia per lavoro, seguendo principi etici e legali volti a soddisfare il committente/cliente; mentre il fotoamatore e/o dilettante, pratica la fotografia (solo?) per svago, per divertimento, per passione e mai a scopo di lucro, e molto spesso per documentare gli eventi propri e/o della propria famiglia o per produrre ricordi di quei momenti di vita.

## Il lato artistico
La "creazione" di una fotografia, inteso come l'ideazione e la realizzazione di una composizione artistica da fotografare (sempre che si possa chiamare fotografia), può dipendere dal singolo fotografo che lavora autonomamente oppure dal coinvolgimento di molte altre persone, impegnandole nel processo di produzione delle immagini, fino alla loro presentazione definitiva. Il risultato del lavoro di un fotografo (la fotografia), può essere quindi il lavoro di un singolo o di un gruppo.
La fotografia, fin dai suoi albori, ha sempre avuto tra le sue possibilità, quella della creazione artistica, cioè la fotografia d'arte che nel corso del XX secolo ha espresso numerosi fotografi di ogni paese esprimersi in forma artistica sia pure utilizzando linguaggi professionali come la documentazione, il fotogiornalismo, il nudo, ecc.